# شبكة الجامعات الافتراضية في العالم الإسلامي

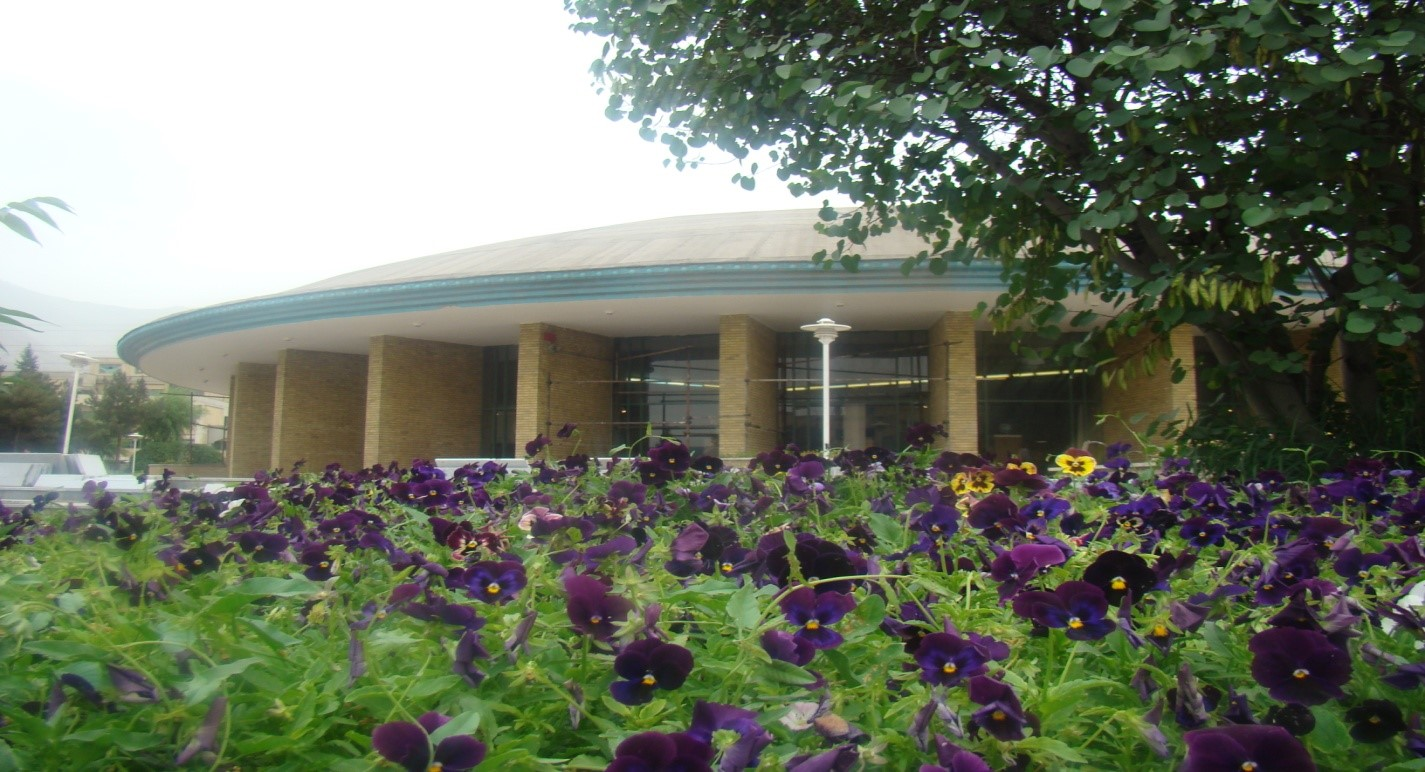

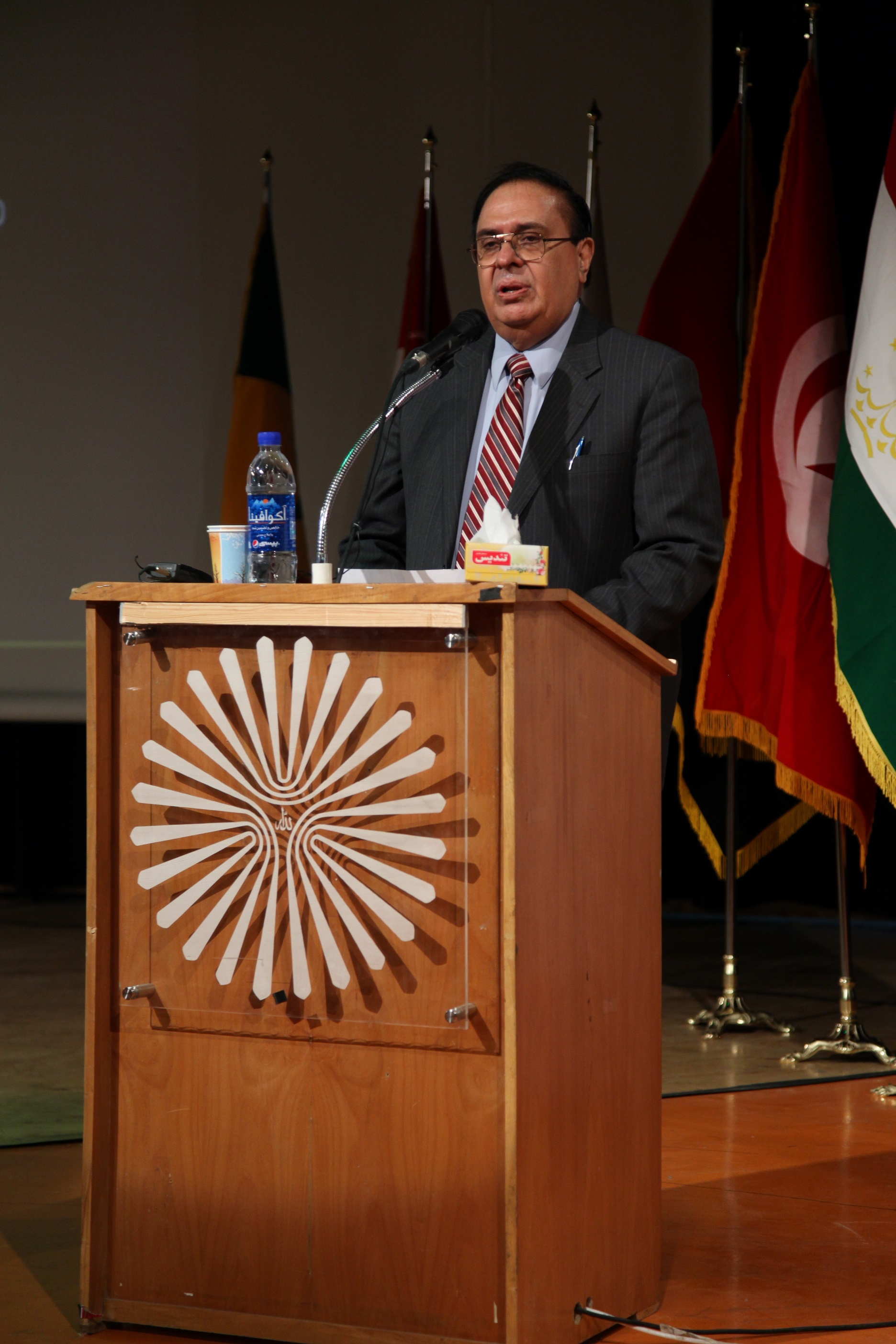

شبکة الجامعات الافتراضیه هي مقر لتعمق وتثبیت الدروس وتهيئة الطلاب في العلوم المختلفة وفقا لعلایقهم وتبادل التجارب في الجامعات الأخرى.
فی شبكة الجامعات الافتراضية ومن خلال اتصال الجامعات بالإنترنت، يتم التواصل مع الطلاب، الأساتذة والجامعات، وتبادل المعلومات والمصادر والحمایة عن طریق التعلیم عن بعد بشكل online من مصادر كل الجامعات.

## نبذة عن الشبكة
تم إعداد جدوى المشروع من الشبكات الافتراضية في العالم الاسلامی التی تشمل الجامعات المفتوحة والبعیدة والافتراضیة والمبنیة علی التکنولوجیا والهندسة العلمیة والإدارة بواسطة جامعة بیام نور . اعتمد تصميم لجنة الجمعية العامة الرابعة عشرة الدائمة للتعاون العلمي والتكنولوجي (COMSTECH) من قبل منظمة التعاون الإسلامي (OIC) في تاریخ 23 من شهر يناير فی سنه 1389 في مدينة إسلام آباد الاسلامیة الباکستانیة
علی إطار هذا الاقتراح فان الشبكة هي منظمة مستقلة وغير سياسية، غير ربحية ودولية وتحت حمایه کامستک، وتتكون لتحقق الرصد وتقييم الأهداف الواردة في النظام الأساسي نفسه. افتتح شبكة الجامعات الافتراضية في العالم الإسلامي (CINVU) فی یوم الأحد 18 يناير، سنه 1390 رسميا من قبل مسئول التنسيق العام في کومستک عطاء الرحمن فی جامعة بیام نور التي هي الأمانة العامة الدائمة للشبكة.

## اعتبار الشبكة
- تتعلق الشبكة بمنظمة التعاون الإسلامي (OIC) وهي لتطوير التعليم في العالم الاسلامی
- جاء موقع الشبکة فی موقع کامست فی فرع العلم والتکنولوجیا، كفرع من العلوم والتكنولوجيا تحت عنوان شبكات کامستک
- موقع وزارة العلوم والبحوث والتكنولوجيا نسخة محفوظة 3 ديسمبر 2003 على موقع واي باك مشين.
- أعضاء الشبکة هم جميع الدول الاعضاء فی المنظمة التعاون الإسلامي المشتمل من 57 دولة الإسلامیة

## اهداف الشبكة
- تطوير مكانة الجامعات المفتوحة والبعیدة والافتراضیة والذكية فی مشاريع التنمية الوطنیة والإقلیمیة للدول اسلامیة
- توفير التعاون المشترک بين الجامعات ومراكز البحث العلمي في الدول الإسلامية
- اقامة الدورات التدريبية وتنفيذ مشاريع مشتركة داخل الشبكة
- اتطوير الانجازات العلمية، والتعليمية والبحثية في الدول الإسلامية
- إنشاء شبكة للعلم والبحث واستعادة هجرة النخب
- تهيئة تطوير التعليم في المناطق الفقيرة والأقل نموا

## اثر المشروع
آثار المشروع على تطوير البلدان الإسلامية هي:
- تطوير مستوي الثقافة والتعليم والبحث والتكنولوجيا في العالم الإسلامي
- زیاده اعداد المتقدمين علي التعليم العالي
- التسريع في ارتقاء العدالة في مجالات التعليم والبحوث والتكنولوجيا
- سد الفجوة الرقمية في الدول الإسلامية
- ايجاد مجتمع قائم علي المعرفة والاقتصاد

## فوائد العضوية
- توفير طرق التعليم عن بعد (ODL) إلى الدول الأعضاء في CINVU
- استفادة أعضاء CINVU من ایجاد برامج التعليم عن بعد في بلادهم
- مساعدة CINVU في إنشاء شبكات ومؤسسات التعليم عن بعد للدول الأعضاء
- الدول الأعضاء التي لديها برامج التعلم عن بعد من قبل، ستستفید من فوائد ايجاد تواصل بين CINVU والمؤسسات ODL الأخرى في OIC
- تعزيز مؤسسات التعلیمیة عن بعد في الدول الأعضاء، بمساعدة CINVU وامكانية مشارکة الأعضاء الهيئة العلمیة في برامج PNUالتعلیمیة
- اقامة برامج تعلیمیة وورش عمل والمؤتمرات خاصة بواسطة CINVU للدول الأعضاء
- المساعدة في توظيف المعلمين الشباب من قبل CINVU
- تواصل أعضاء CINVU مع زملائهم في المؤسسات الأخرى للتعليم عن بعد وممثلي ODL
- المشاركة المجانية للدول الأعضاء فی الندوات وورش العمل اللتي تقام في CINVU
- الاشتراك المجاني في مجلة ODL ذات الصلة ب (CINVU) والنشرة الإلكترونية الشهرية

## مزايا داعمي الشبکة
- صفحة اعلان مجاني في تقرير الشبكة كل عامين
- وضع شعارهم في موقع الشبكة
- وضع شعارهم على المجلات والنشرات واعلانات الشبكة
- الإعلان عن اسمهم عن طريق قوائم الشبكة الالكترونية

## طريقة التسجيل
يتم تحديد رسوم التسجيل فی الشبکة الجامعات الإفتراضیة للعالم الإسلامی من قبل اللجنة التنفيذية للانضمام في منظمة المؤتمر الإسلامي (OIC) للشبكة تعاون العلمي والتكنولوجي (الكومستيك). وانضمام أعضاء الهيئة العلمیة للدول الأعضاء OIC مجانی.

## الوضع القانوني والحقوقی
شبكة الجامعات الإفتراضیة للعالم الإسلامی، منظمة مستقلة، غير سیاسیة وغیر ربحية وبین الدولیة وتحت إدارة اللجنة التنفيذية للتعاون العلمي والتكنولوجي الدولي ومنظمة المؤتمر الإسلامي الذي أنشاء لتحقيق ورصد وتقييم الأهداف المندرج في النظام الأساسي.

## الهیئة المدیرية للشبکة
أعضاء هیئة المدیرية للشبکة هم:
- جمهورية إيران الإسلامية
- جمهورية العراق
- جمهورية إندونيسيا
- الجمهورية العربية السورية
- جمهورية أفغانستان الإسلامية
- جمهورية باكستان الإسلامية
- الجمهورية التونسية

## أعضاء المهمة
- السید إیاد أمین مدنیالامين العام لمنظمة التعاون الإسلامي

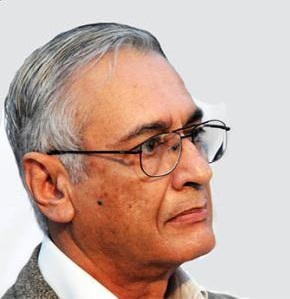
الأستاد البروفسور شوکت حمید خان

- دكتور مختار أحمد رئيس لجنة التعليم العالي (HEC)، باكستان
- دکتور محمد فرهادي وزیر العلوم والبحوث والتکنولوجیا، ایران]
- الأستاد البروفسور شوکت حمید خان المنسق العام لكومستيك [الإنجليزية]
- دکتور مهدی جوانمرد رئيس شبكة الجامعات الافتراضیة لدول العالم الإسلامي

## روابط خارجية
- الموقع الرسمي لشبكة الجامعات الإفتراضیة للعالم الاسلامیة
- موقع کامستک
- الموقع الرسمی لجامعة بیام نور
- الموقع الرسمی والشخصی للدکتور مهدی جوانمرد